# Benito Juárez 1.ª Sección
Benito Juárez 1.ª Sección es una localidad del municipio de Huimanguillo ubicado en la subregión de la Chontalpa del estado mexicano de Tabasco.

## Geografía
La localidad de Benito Juárez 1.ª Sección se sitúa en las coordenadas geográficas 18°04′24″N 93°52′42″O / 18.073333, -93.878333, a una elevación de 4 metros sobre el nivel del mar.

## Demografía
Según el Conteo de Población y Vivienda 2020, efectuado por el Instituto Nacional de Estadística y Geografía, la localidad de Benito Juárez 1.ª Sección tiene 644 habitantes, de los cuales 307 son del sexo masculino y 337 del sexo femenino. Su tasa de fecundidad es de 2.5 hijos por mujer y tiene 174 viviendas particulares habitadas.
| Gráfica de evolución demográfica de Benito Juárez 1.ª Sección entre 1980 y 2020 |
|                                                                                 |
| INEGI.                                                                          |